# Mathurin (Name)
Mathurin ist ein männlicher Vorname und ein Familienname.

## Namensträger

### Vorname
- Auguste Barbereau (Mathurin-Auguste-Balthazar Barbereau; 1799–1879), französischer Komponist, Musikpädagoge und -wissenschaftler
- Mathurin-Jacques Brisson (1723–1806), französischer Zoologe und Naturphilosoph
- Mathurin Méheut (1882–1958), französischer Grafiker, Maler, Bildhauer, Töpfer, Illustrator und Designer
- Mathurin Moreau (1822–1912), französischer Bildhauer
- Louis Mathurin Moreau-Christophe (1799–1883), französischer Wirtschaftswissenschaftler und Generalinspektor der französischen Gefängnisse von 1837 bis 1848
- Ildevert Mathurin Mouanga (* 1966), kongolesischer Geistlicher, Bischof von Kinkala
- Mathurin Régnier (1573–1613), französischer Satirendichter

### Familienname
- Bennedict Mathurin (* 2002), kanadischer Basketballspieler
- Ruthny Mathurin (* 2001), haitianische Fußballspielerin